# Ligne de la gauche du Rhin
La ligne de la gauche du Rhin, en allemand Linke Rheinstrecke, est une ligne de chemin de fer qui suit la vallée du Rhin à l’ouest, à gauche, du fleuve. C'est une section principale du réseau des chemins de fer en Allemagne. 
La ligne, principalement située dans la région du Rhin moyen, débute à Cologne, dessert Bonn, Coblence et Bingen, et aboutit à Mayence.
C’était une des lignes les plus fréquentées en Allemagne de l’ouest pour le transport de personnes ; ceci avant la construction de la desserte rapide ICE (équivalent du TGV en France) de Cologne vers Francfort.
En raison de son tracé dans la vallée du Haut-Rhin moyen (inscrit au patrimoine mondial de l'UNESCO), la « ligne de la gauche du Rhin », comme la ligne parallèle à droite du Rhin, compte encore aujourd’hui parmi les trajets en train les plus romantiques d'Allemagne.

## Histoire
Compte tenu de l’augmentation constante du trafic nord-sud, et du goulot d’étranglement qui s’ensuivit en vallée du Rhin, une nouvelle ligne, la LGV Cologne - Rhin/Main, est inaugurée en 2002 pour relier Cologne directement avec l’aéroport de Francfort sans passer par la vallée, réduisant le temps pour ce voyage d’une heure. La « ligne de la gauche du Rhin » dans la vallée fut alors soumis à un assainissement complexe en 2003, sans être réduite dans sa fonction, car la fréquentation restait relativement haute.

## Caractéristiques

### Tracé
Le tracé de la « ligne de la gauche du Rhin » est à double voie sur toute la longueur des 185 km. La ligne, électrifiée en 1959, est conçue pour permettre des vitesses jusqu’à 160 km/h dans les tronçons ou la nature du terrain le permet. Cela n’est pas le cas dans les sections à topographie difficile entre Coblence et Bingen, ou le tracé suit le parcours en méandres du Rhin (la partie romantique de la vallée, inscrit au patrimoine mondial de l'UNESCO).

## Exploitation
Aujourd’hui la ligne offre aux trains de nombreuses possibilités de dépassement et même des contournements en cas de problème sur le tracé rapide du ICE.
Après la restructuration des chemins de fer, réalisée en Allemagne en 1994, les tronçons régionaux ont d’abord été exploités uniquement par la Sté Deutsche Bahn (DB° Regio. En 2008, les sections régionales Cologne – Coblence – Mayence ont été repris par Sté Trans Regio pour permettre, à nouveau, un service régional sans interruption entre Cologne et Mayence, alors que les trains « Regionalexpress » restaient chez DB Regio, jusqu’à être repris partiellement par la Sté Vlexx, offrant les liaisons entre Coblence et Francfort.